# Haïfa (film)
Pour la ville, voir Haïfa.
Pour plus de détails, voir Fiche technique et Distribution.
Haïfa est un film palestinien réalisé par Rashid Masharawi, sorti en 1996.
Il est projeté au Festival de Cannes 1996 dans la catégorie Un certain regard. Le film remporte le Tanit de bronze aux Journées cinématographiques de Carthage cette même année.

## Fiche technique
- Titre original : حَيْفَا
- Titre français : Haifa
- Réalisation : Rashid Masharawi
- Scénario : Rashid Masharawi
- Décors : Jamal Afghani
- Montage : Hadara Oren
- Musique : Said Morad-Sabrin
- Production : Erik Schut et Peter van Vogelpoel
- Pays d'origine :  Palestine
- Langue originale : arabe
- Format : couleur
- Genre : drame
- Durée : 75 minutes

## Distribution
- Mohammad Bakri : Haïfa
- Areen Omari : Samira
- Nawal Zaqout : Sabah
- Khalid Awad : Siad
- Ahmad Abu Sal'oum : Abu Said
- Hiam Abbass : Oum Said